# Partido Pirata do Luxemburgo

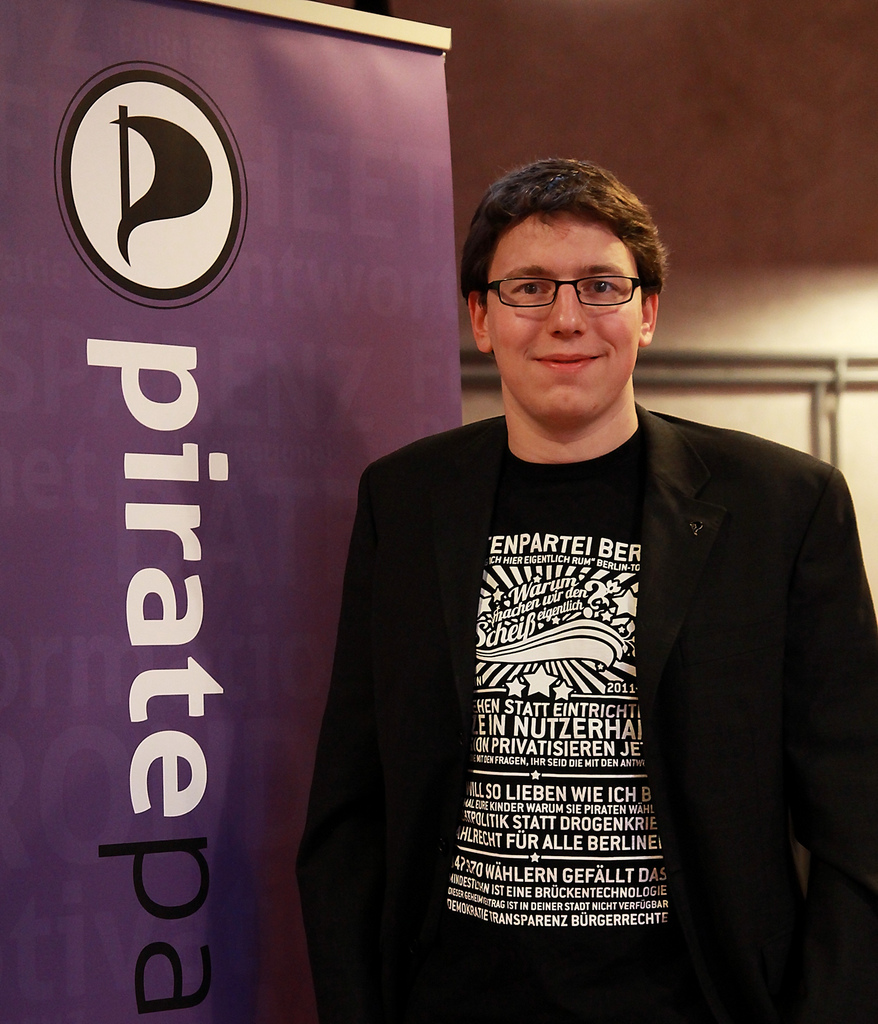
Sven Clement, presidente

O Partido Pirata do Luxemburgo (em luxemburguês:  Piratepartei Lëtzebuerg, em alemão:  Piratenpartei Luxemburg, em francês:  Parti pirate du Luxembourg) é um partido político do Luxemburgo. O partido segue a  ideologia pirata desenvolvida pelo Partido Pirata sueco. O partido defende os "direitos dos cidadãos", maior proteção dos dados e privacidade para as pessoas físicas, maior transparência no governo e livre acesso à informação e educação. Também defende uma revisão profunda das leis sobre patentes e copyright, e opõe-se a todos os tipos de censura. Um principio fundamental é a democracia participativa, que dá a cada membro do partido a possibilidade da contibuir para a definição da estratégia e programa do partido. Com a maioria dos partidos no Luxemburgo, o Partido Pirata é fortemente pró-europeu. É membro do Partido Pirata Internacional, a organização internacional que agrupa os partidos piratas.
O Partido Pirata do Luxemburgo foi criado na cidade do Luxemburgo a 4 de outubro de 2009. A sua militância passou de 14 membros fundadores a 331 (em abril de 2014). 
O presidente é Sven Clement, que foi também o principal candidato às eleições legislativas de 2013 e às eleições europeias de 2014. O vice-presidente é Sven Wohl, o tesoureiro é Ben Allard e o secretário geral é Andy Maar. Outra figura proeminente é Jerry Weyer, antigo vice-presidente e co-fundador do partido que foi também co-presidente do Partido Pirata Internacional (PPI) de março de 2010 até 2011.

## Resultados eleitorais

### Europeias
| Data         | %     | Eleitos |
| ------------ | ----- | ------- |
| Maio de 2014 | 4,23% | 0 / 6   |

### Legislativas
| Data            | Votos   | %     | Eleitos |
| --------------- | ------- | ----- | ------- |
| Outubro de 2013 | 96.270  | 2,9%  | 0 / 60  |
| Outubro de 2018 | 227.549 | 6,45% | 2 / 60  |
| Outubro de 2023 | 14.431  | 6,74% | 3 / 60  |